# Henry Johnson (Bluesmusiker)
Henry Johnson (* 8. Dezember 1908 im Union County (South Carolina); † Februar 1974 in Union (South Carolina)) war ein US-amerikanischer Bluesmusiker (Gitarre, Mundharmonika, Piano, Gesang).
Johnson lernte früh Gitarre; 1933 wandte er sich auch dem Klavier zu. In den 1970er Jahren wurde er durch Pete Lowry entdeckt, spielte mehrere Alben ein und trat national, etwa mit „Peg Leg Sam“ Jackson sowie mit Willie Moore und Guitar Shorty, auf.

## Diskographische Hinweise
- Union County Flash (Trix, 1972)
- Carolina Country Blues (Trix, 1973)
- Peg Leg Sam: Medicine Show Man (Trix, 1972)